# Jacob Schwartz
Jacob Schwartz   (Bronx, 9 de gener de 1930 - Manhattan, 2 de març de 2009), conegut familiarment con Jack Schwartz, va ser un matemàtic estatunidenc.

## Vida i Obra
Nascut al barri novaiorquès del Bronx, va estudiar matemàtiques al City College de Nova York, en el qual es va graduar el 1948, i, a continuació va fer estudis de post-grau a la universitat Yale en la qual es va doctorar el 1951, amb només vint-i-un anys. Aleshores va començar la seva col·laboració amb el seu director de tesi Nelson Dunford, que només va acabar amb la mort de Dunford el 1986 mentre publicaven, el 1958, 1963 i 1970, els tres volums del seu monumental tractat sobre operadors lineals, conegut simplement en el món matemàtic com el Dunford-Schwartz.
Després de doctorar-se va estar uns quant anys a Yale com professor ajudant, fins que el 1957 va anar a l'Institut Courant de Ciències Matemàtiques de la universitat de Nova York, on va romandre gairebé cinquanta anys.
Durant la seva llarga carrera acadèmica, el professor Schwartz va fer importants aportacions a molt diferents camps de les matemàtiques. A partir de mitjans dels anys 1960's es va interessar fortament per les ciències de la computació, fundant un departament específic a l'Institut, desenvolupant el llenguatge de programació SETL i investigant en arquitectura de computadors, computació paral·lela i optimització de compiladors. En aquest camp va treballar conjuntament amb les investigadors d'IBM John Cocke i Frances Allen, amb qui es va casar el 1972, després d'haver-se divorciat de la seva primera dona. Tot i que aquest segon matrimoni també va acabar en divorci, les seves relacions van ser sempre molt cordials i la col·laboració científica es va mantenir constant.